# Imphal
Imphal là một thành phố và là nơi đặt hội đồng đô thị (municipal council) của quận Imphal West & Imphal East thuộc bang Manipur, Ấn Độ.

## Địa lý
Imphal có vị trí 24°49′B 93°57′Đ / 24,82°B 93,95°Đ Nó có độ cao trung bình là 786 mét (2578 feet).

### Khí hậu
| Dữ liệu khí hậu của Imphal                    | Dữ liệu khí hậu của Imphal | Dữ liệu khí hậu của Imphal | Dữ liệu khí hậu của Imphal | Dữ liệu khí hậu của Imphal | Dữ liệu khí hậu của Imphal | Dữ liệu khí hậu của Imphal | Dữ liệu khí hậu của Imphal | Dữ liệu khí hậu của Imphal | Dữ liệu khí hậu của Imphal | Dữ liệu khí hậu của Imphal | Dữ liệu khí hậu của Imphal | Dữ liệu khí hậu của Imphal | Dữ liệu khí hậu của Imphal |
| Tháng                                         | 1                          | 2                          | 3                          | 4                          | 5                          | 6                          | 7                          | 8                          | 9                          | 10                         | 11                         | 12                         | Năm                        |
| --------------------------------------------- | -------------------------- | -------------------------- | -------------------------- | -------------------------- | -------------------------- | -------------------------- | -------------------------- | -------------------------- | -------------------------- | -------------------------- | -------------------------- | -------------------------- | -------------------------- |
| Cao kỉ lục °C (°F)                            | 27.8 (82.0)                | 32.0 (89.6)                | 35.0 (95.0)                | 34.5 (94.1)                | 35.6 (96.1)                | 35.6 (96.1)                | 35.7 (96.3)                | 34.0 (93.2)                | 34.5 (94.1)                | 34.2 (93.6)                | 30.7 (87.3)                | 28.9 (84.0)                | 35.7 (96.3)                |
| Trung bình ngày tối đa °C (°F)                | 22.4 (72.3)                | 24.2 (75.6)                | 27.2 (81.0)                | 28.5 (83.3)                | 29.2 (84.6)                | 29.6 (85.3)                | 29.4 (84.9)                | 29.7 (85.5)                | 29.5 (85.1)                | 28.7 (83.7)                | 25.9 (78.6)                | 22.9 (73.2)                | 27.3 (81.1)                |
| Tối thiểu trung bình ngày °C (°F)             | 4.6 (40.3)                 | 7.7 (45.9)                 | 12.1 (53.8)                | 15.8 (60.4)                | 18.7 (65.7)                | 21.3 (70.3)                | 21.9 (71.4)                | 21.7 (71.1)                | 20.6 (69.1)                | 17.2 (63.0)                | 11.1 (52.0)                | 6.1 (43.0)                 | 14.9 (58.8)                |
| Thấp kỉ lục °C (°F)                           | −2.7 (27.1)                | −1.4 (29.5)                | 2.4 (36.3)                 | 6.2 (43.2)                 | 11.1 (52.0)                | 14.7 (58.5)                | 15.4 (59.7)                | 14.6 (58.3)                | 14.3 (57.7)                | 7.8 (46.0)                 | 1.5 (34.7)                 | −1.7 (28.9)                | −2.7 (27.1)                |
| Lượng mưa trung bình mm (inches)              | 11.5 (0.45)                | 43.4 (1.71)                | 81.2 (3.20)                | 154.6 (6.09)               | 174.3 (6.86)               | 221.6 (8.72)               | 231.4 (9.11)               | 186.8 (7.35)               | 157.2 (6.19)               | 122.3 (4.81)               | 34.7 (1.37)                | 17.8 (0.70)                | 1.436,7 (56.56)            |
| Số ngày mưa trung bình                        | 1.1                        | 3.3                        | 6.1                        | 10.3                       | 11.8                       | 15.4                       | 16.1                       | 12.9                       | 10.2                       | 7.3                        | 2.4                        | 1.0                        | 97.9                       |
| Độ ẩm tương đối trung bình (%) (at 17:30 IST) | 60                         | 54                         | 53                         | 62                         | 69                         | 77                         | 79                         | 79                         | 80                         | 78                         | 74                         | 70                         | 70                         |
| Nguồn: Cục Khí tượng Ấn Độ                    |                            |                            |                            |                            |                            |                            |                            |                            |                            |                            |                            |                            |                            |

## Nhân khẩu
Theo điều tra dân số năm 2001 của Ấn Độ, Imphal có dân số 217.275 người. Phái nam chiếm 50% tổng số dân và phái nữ chiếm 50%. Imphal có tỷ lệ 79% biết đọc biết viết, cao hơn tỷ lệ trung bình toàn quốc là 59,5%: tỷ lệ cho phái nam là 84%, và tỷ lệ cho phái nữ là 74%. Tại Imphal, 10% dân số nhỏ hơn 6 tuổi.